# Дементьев, Сергей Юрьевич
Серге́й Ю́рьевич Деме́нтьев (род. 6 мая 1960, Ижевск, СССР) — советский и российский футболист, защитник.

## Карьера
Воспитанник группы подготовки футболистов ижевского «Зенита». Во взрослом футболе дебютировал в составе клуба в 1977 году во Второй лиге. Весной 1980 года перешёл в куйбышевские «Крылья Советов» и сыграл 7 матчей в Первой лиге. Летом того же года вернулся в Ижевск, где выступал до 1993 года. Всего в составе «Зенита» провёл 464 матча и забил 20 мячей во всех соревнованиях.
Окончил УдГУ (1981). После окончания игровой карьеры более 20 лет работал детским тренером в СДЮСШОР Ижевска. Награждён званием «Заслуженный тренер Удмуртской Республики».

## Достижения
- Обладатель Кубка РСФСР: 1988.Мастер спорта по футболу СССР.
- Серебряный призёр 2-й зоны Второй лиги (2): 1986, 1988
- Бронзовый призёр 2-й зоны Второй лиги (3): 1981, 1987, 1989